# Sommerloch
Sommerloch là một đô thị thuộc huyện Bad Kreuznach trong bang Rheinland-Pfalz, phía tây nước Đức. Đô thị Sommerloch có diện tích 2,53 km², dân số thời điểm ngày 31 tháng 12 năm 2006 là 431 người.